# NGC 7086
NGC 7086 è un ammasso aperto visibile nella costellazione del Cigno.

## Osservazione

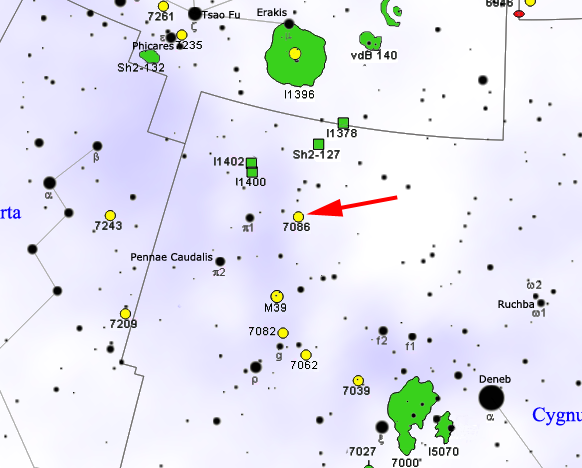
Mappa per individuare NGC 7086.

Si trova sull'equatore galattico, 3,5 gradi a NW della stella π2 Cygni, in un campo stellare che appare a tratti fortemente oscurato da polveri interstellari; è un oggetto di piccole dimensioni apparenti, formato da componenti invisibili ad un binocolo. Le sue stelle più luminose sono di magnitudine 11 e formano un addensamento ben evidente anche con un piccolo telescopio; con diametri superiori ai 150mm sono evidenti decine di stelle fino alla magnitudine 13. L'ammasso appare dominato da una stella rossa, non appartenente ad esso.
La declinazione fortemente settentrionale di quest'ammasso favorisce notevolmente gli osservatori dell'emisfero nord; dalle regioni boreali si presenta estremamente alto nel cielo nelle notti d'estate, mentre dall'emisfero australe resta piuttosto basso e non è osservabile dalle latitudini troppo lontane dalla zona tropicale. Il periodo migliore per la sua osservazione nel cielo serale è quello compreso fra giugno e novembre.

## Storia delle osservazioni
NGC 7086 venne individuato per la prima volta da William Herschel nel 1788, assieme a numerosi altri oggetti circostanti, attraverso il suo telescopio riflettore da 18,7 pollici; suo figlio John Herschel lo inserì nel General Catalogue of Nebulae and Clusters col numero 2124.

## Caratteristiche
NGC 7086 è un ammasso poco appariscente situato sul Braccio di Orione alla distanza di circa 1442 parsec (4700 anni luce); la regione galattica a cui appartiene è dominata dalla presenza della grande regione di formazione stellare di Cygnus X, in cui si stanno generando diversi gruppi di stelle di grande massa. A questa distanza, le sue dimensioni apparenti corrispondono a un diametro reale di circa 2,2 parsec.
Studi fotometrici hanno permesso di individuare inizialmente una settantina di stelle come membri effettivi dell'ammasso, cui si aggiungono 20 stelle la cui appartenenza è dubbia; estendendo gli studi alle stelle di piccola massa, si è arrivati a un totale di circa 210 componenti. La massa totale di tutte queste componenti si aggira sulle 330 M⊙. Ricerche finalizzate all'individuazione di pianeti extrasolari tramite il metodo del transito non hanno dato esito positivo, ma hanno permesso di individuare cinque stelle variabili, quattro delle quali di tipo a eclisse.